# Pilumnus pygmaeus
Pilumnus pygmaeus is een krabbensoort uit de familie van de Pilumnidae. De wetenschappelijke naam van de soort is voor het eerst geldig gepubliceerd in 1927 door Boone.